# 雪铁龙赛纳
雪铁龙赛纳（法語：Citroën Xsara）是法国汽车制造商雪铁龙公司于1997年至2006年生产销售的一款紧凑型轿车。
与其前身雪铁龙ZX一样，赛纳与标致306使用同样的底盘。
赛纳有三，五门掀背车型和五门旅行车的车型设计，其中三门版应对轿跑车市场。该车采用直列四缸发动机系列包括1.4，1.6，1.8和2.0升汽油发动机，以及1.6，1.9和2.0升涡轮柴油发动机。
赛纳是1998年的爱尔兰年度车（Semperit Irish Car of the Year）。
赛纳的衍生MPV车型是萨拉·毕加索，它是法国市场占有率最大的MPV车型。该车内部空间大，驾驶席更宽阔。
2004年底开始，赛纳逐步在全球市场被新的雪铁龙C4取代。旅行版直到2006年还在位于法国雷恩和西班牙马德里的车厂持续生产。

## 第一代

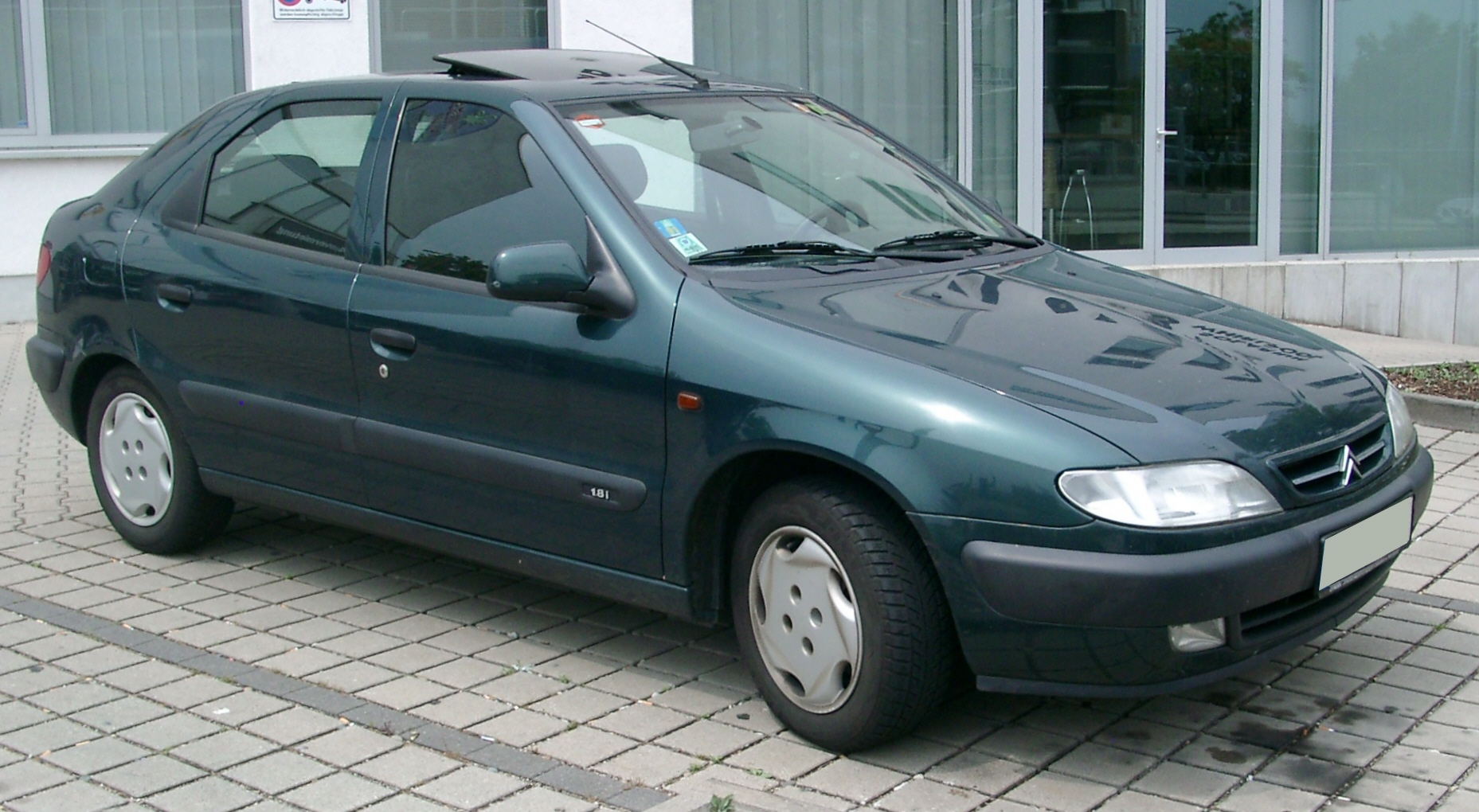

最初的赛纳于1997年推出，并有不同的引擎可供选择：
- 1.4L (1361 cc 8气门 SOHC) 55 kW (75 PS; 74 hp) TU3JP 4缸汽油引擎 111 N·m
- 1.6L (1587 cc) 66 kW (90 PS; 89 hp) TU5JP 4缸汽油引擎 136 N·m
- 1.8L (1761 cc) 66 kW (90 PS; 89 hp) XU7JB 4缸汽油引擎 petrol
- 1.8L (1761 cc) 76 kW (103 PS; 102 hp) XU7JP 4缸汽油引擎 petrol
- 1.8L (1761 cc 16气门 DOHC) 82 kW (110 hp) XU7JP4 4缸汽油引擎 155 N·m
- 2.0L (1998 cc) 92 kW (125 PS; 123 hp) XU10J2C 4缸汽油引擎
- 2.0L (1998 cc 16气门 DOHC) 99 kW (135 PS; 133 hp) XU10J4R 4缸汽油引擎
- 2.0L (1998 cc 16气门 DOHC) 122 kW (166 PS; 164 hp) XU10J4RS 4缸汽油引擎(在Xsara VTS版中使用)
- 1.9L (1905 cc) 50 kW (68 PS; 67 hp) XUD9A 柴油引擎
- 1.9L (1868 cc) 51 kW (69 PS; 68 hp) DW8 柴油引擎
- 1.9L (1905 cc) 55 kW (75 PS; 74 hp) XUD9B SD 柴油引擎
- 1.9L (1905 cc) 66 kW (90 PS; 89 hp) XUD9TE 涡轮柴油引擎
- 2.0L (1997 cc) 66 kW (90 PS; 89 hp) DW10TD 涡轮柴油引擎

## 第二代

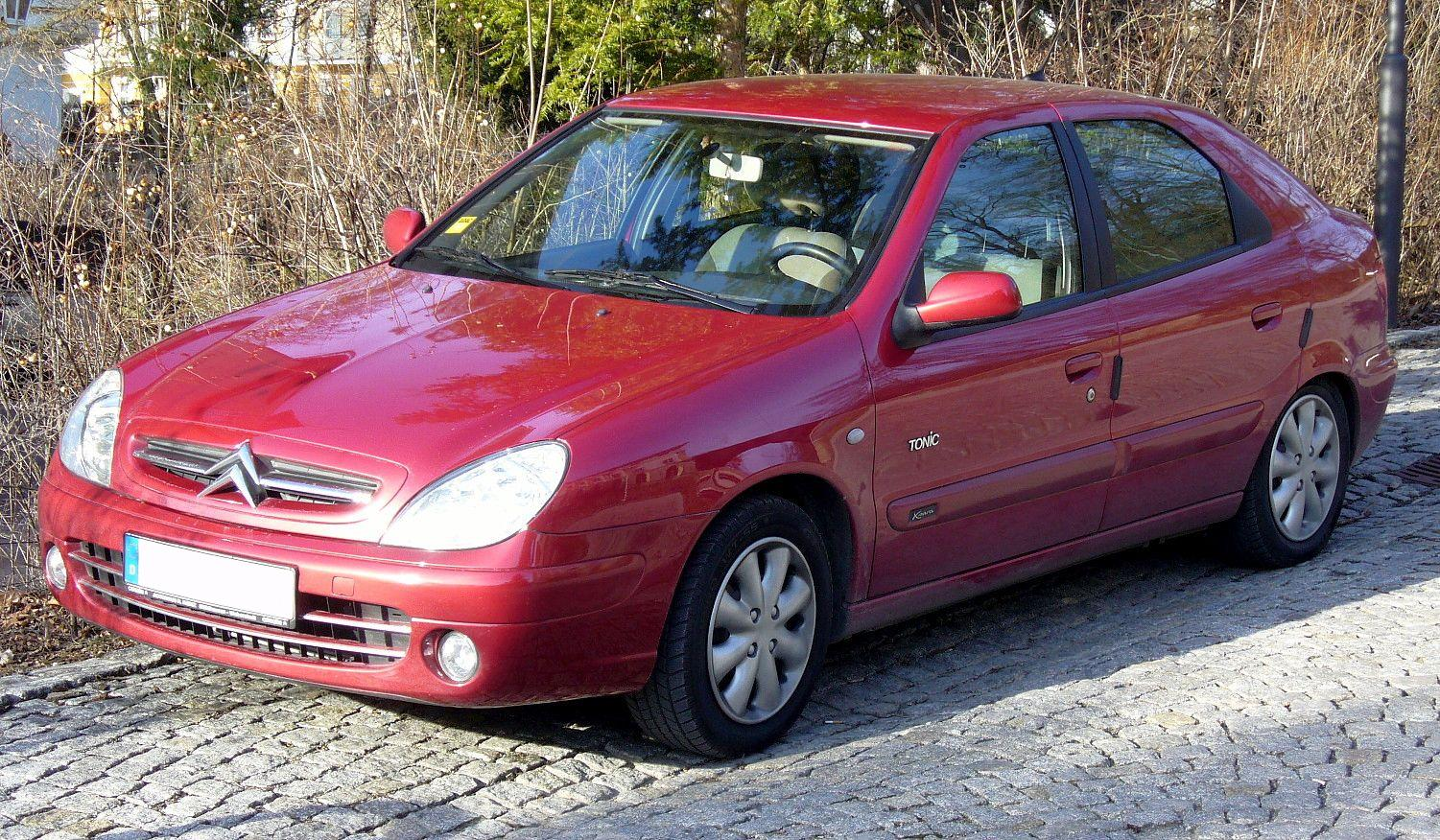
一个重新设计的雪铁龙赛纳

在2000年赛纳的改款车有不少改变（处于改善安全性和可操控性），该车有一个新的前脸设计和一些内部修改（如：新的方向盘）。换装也看到了引进多重布线。
新车换用了1.6i和16气门2.0i汽油引擎，1.8L引擎则被停用。现在，赛纳是提供以下的发动机选择：
- 1.4L (1361 cc 8气门 SOHC) 55 kW (74 hp) TU3JP 4缸汽油引擎 121 N·m
- 1.6L (1587 cc 16气门 DOHC) 81 kW (109 hp) TU5JP4 4缸汽油引擎 (新， 由8气门 TU5JP 引擎升级)
- 2.0L (1998 cc 16气门 DOHC) 122 kW (164 hp) XU10J4RS 4缸汽油引擎 (使用至2002年)
- 2.0L (1998 cc 16气门 DOHC) 101 kW (135 hp) EW10J4 4缸汽油引擎 (新，由XU10引擎升级)
- 1.4L (1398 cc) HDI 50 KW 68 PS DW4TD 2004年1月-2004年12月31日
- 1.9L (1868 cc) 51 kW (69 PS; 68 hp) DW8 柴油引擎 (使用至2002年)
- 1.9L (1868 cc) 53 kW (72 PS; 71 hp) DW8B 柴油引擎 (新款)
- 2.0L (1997 cc) 66 kW (90 PS; 89 hp) DW10TD 涡轮柴油引擎 (改变燃烧室，后来中段消音器被拆除)
- 2.0L (1997 cc) 79 kW (107 PS; 106 hp) DW10ATED 涡轮柴油引擎 (新款)

2002年的车款有轻微的内裝修改（如：一个不同的方向盘上的音响系统控制）。在2003年也有一些外观修改（如：新的前保险杠）。
赛纳两厢车已经停产，取而代之的是在2004年年底的上市的C4。由于赛纳在中国市场投产较晚，该车型在中国的生产持续至2006年，由与PSA集团的合资企业东风标致雪铁龙汽车生产。
其继承人萨拉·毕加索这款小型MPV，则继续生产了更长时间。

## 赛纳WRC

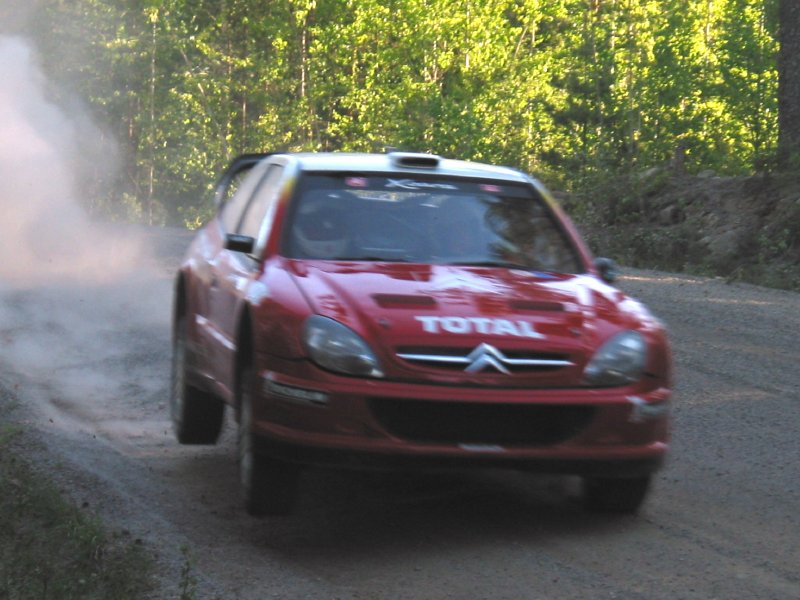
Citroën Xsara WRC

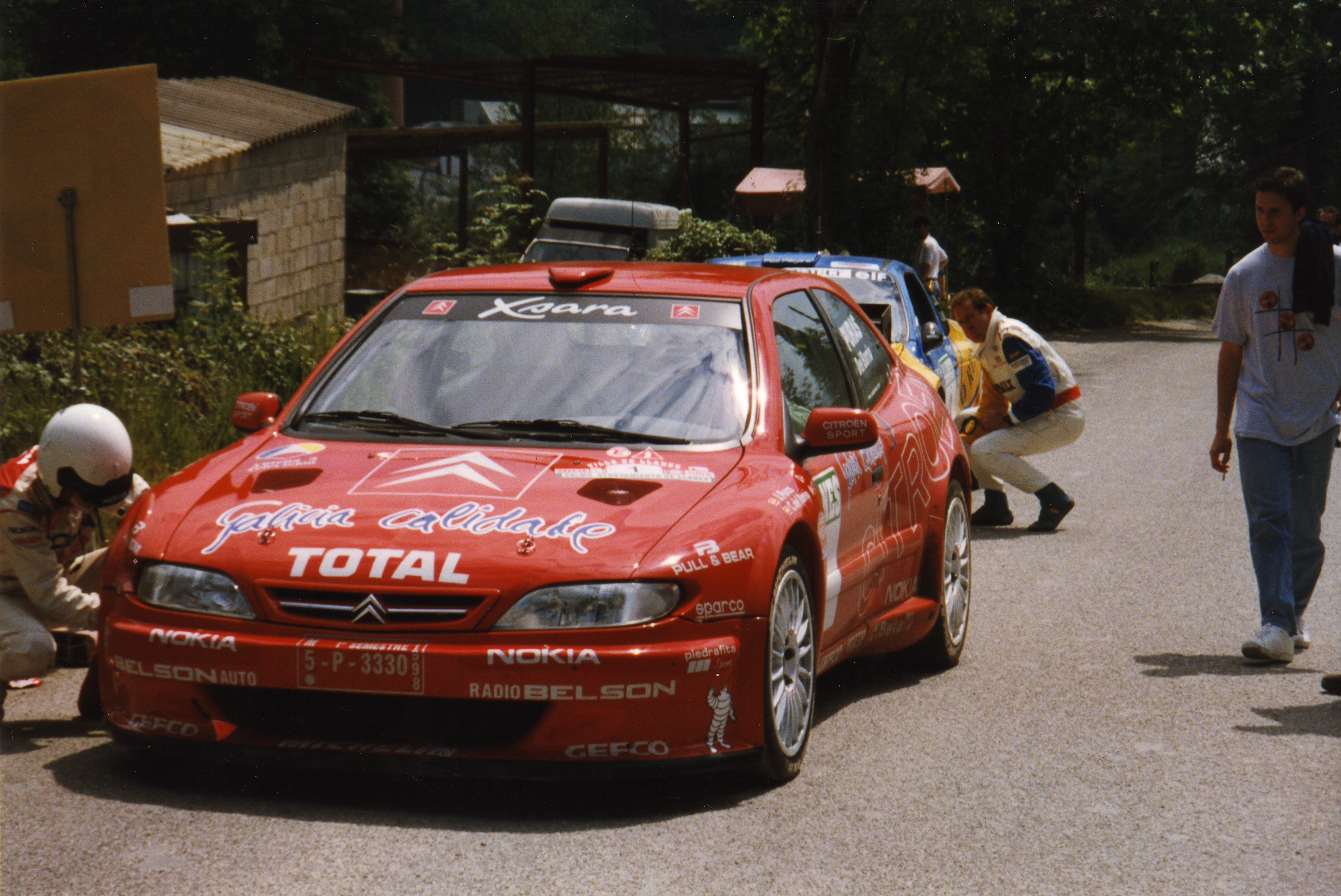
Jesús Puras 的一辆 Citroën Xsara Kit Car

赛纳WRC赛车是世界汽车拉力锦标赛有史以来最成功的赛车之一。该车采用与普通两厢赛纳相似的外观设计，但在外壳之下，两者仅有非常小的相似之处。法国人勒布驾驶该型赛车在2004年至2006年获得28场胜利，并连续3年夺得世界冠军头衔。雪铁龙车队则在2003年至2005年连续三年夺得制造商冠军头衔。勒布虽是驾驶塞纳WRC的最著名的车手，但普拉斯、塞恩斯和杜瓦尔都曾驾驶塞纳赢得过比赛。
2003年的世界冠军索伯格驾驶了一辆2006年款的赛纳WRC赛车代表他自己的索伯格世界拉力赛车队参加了2009赛季。
| 獎項                   | 獎項                                           | 獎項                  |
| ---------------------- | ---------------------------------------------- | --------------------- |
| 前任： Peugeot 206 WRC | 汽车赛 世界拉力锦标赛年度冠军 2003, 2004, 2005 | 繼任： Ford Focus WRC |